# Flahooley
Flahooley è una commedia musicale con musiche di Sammy Fain, testi di E. Y. Harburg, libretto di E. Y. Harburg e Fred Saidy.
La commedia debuttò all'Broadhurst Theatre il 14/05/1951 e chiuse i battenti dopo sole 40 repliche. Il cast comprendeva Jerome Courtland, Ernest Truex, Barbara Cook, Irwin Corey e Yma Sumac.
I celebri burattinai Bil e Cora Baird collaborarono al musical realizzando il numero d'apertura You Too Can Be A Puppet per cui costruirono e animarono una serie di pupazzi che ridicolizzavano l'operato di Joseph McCarthy e del suo comitato. Il musical era infatti una sferzante e acida satira del consumismo americano e del crescente spirito anti-comunista dell'epoca.

## Numeri musicali

### Atto I
- You Too Can Be a Puppet
- Here's To Your Illusions
- B.G. Bigelow, Inc.
- Najla's Song
- Who Says There Ain't No Santa Claus
- Flahooley
- The World Is Your Balloon
- He's Only Wonderful
- Arabian For 'Get Happy'

### Atto II
- Spirit of Capsulanti
- Happy Hunting
- Enchantment
- Scheherezade
- Come Back, Little Genie
- The Springtime Cometh